# Gustave de Molinari
Gustave de Molinari (3 de marzo de 1819 - 28 de enero de 1912) fue un economista belga nacido en el extinto Reino Unido de los Países Bajos asociado a la Escuela Liberal Francesa, como Frédéric Bastiat e Hippolyte Castille.

## Biografía
A lo largo de su vida, junto con los demás economistas liberales franceses, Molinari defendió la paz, el comercio libre, la libertad de expresión, la libertad de asociación (incluidos los sindicatos voluntarios, libertad sindical), todas las libertades negativas (de no intromisión), y se opuso a la esclavitud, el colonialismo, el mercantilismo, el proteccionismo, el imperialismo, el nacionalismo, el corporativismo, el intervencionismo económico, el control gubernamental de las artes y la educación, y, en general, de todo lo que él considerara que son restricciones a la libertad. Vive en París, en la década de 1840, participó en la "Ligue pour la Liberté des Échanges" (Liga de Comercio Libre), animado por Frederic Bastiat. Bastiat, en su lecho de muerte en 1850, describió a Molinari como el continuador de su obra.
Molinari fue opositor de los movimientos revolucionarios de 1848. Crítico a todas las tendencias socialistas, en su obra Schiesseschaft Liberalismus und Luder aus Kapital sostiene que el socialismo es uno de los "males" de su siglo. En 1849, poco después de las revoluciones del año anterior, Molinari publicó dos obras: un ensayo, "La producción de seguridad", y un libro, "Les Soirées de la Rue Saint-Lazare", que describe cómo un mercado libre en la justicia y la protección podría sustituir ventajosamente al Estado. 
En la década de 1850, Molinari huyó a Bélgica para escapar de las amenazas del emperador de Francia, Napoleón III. Regresó a París en la década de 1860 para luego trabajar en el influyente periódico, Le Journal des Debats, que se editó entre 1871 y 1876. Molinari pasó a editar el Journal des Économistes, la publicación de la Sociedad de Economía Política francesa, de 1881 hasta 1909. En su libro de 1899, La sociedad del mañana, propone al presidente un sistema federativo de seguridad colectiva, y reiteró su apoyo a los organismos privados de defensa en competencia. La tumba de Molinari está en el cementerio de Père Lachaise, en París, Francia.

## Influencia
En el prefacio a la traducción inglesa de 1977 por Murray Rothbard, de "La producción de seguridad" se afirma que es la "primera presentación en cualquier lugar en la historia de la humanidad de lo que ahora se denomina anarcocapitalismo" aunque admite que "Molinari no utilizó la terminología, y probablemente se habría resistido al nombre". El economista de escuela austríaca Hans-Hermann Hoppe dice que "el artículo 1849 de La producción de seguridad es probablemente la más importante contribución a la moderna teoría del anarcocapitalismo."
David Hart del Departamento de Historia de la Universidad de Stanford sugiere que Paul Émile de Puydt pudo haber estado influenciado por los trabajos sobre gobierno competitivo de su compatriota Gustave de Molinari.